# Sharing economy
A sharing economy egy P2P alapú, melynek segítségével termékeket és szolgáltatásokat oszthatunk meg. Ez a megosztás azonban igen széles körű. Nem csak egyéni megosztásról van szó,ezen túlmenően közösségiről is.Az informatikát, és a legújabb technológiát kihasználva, egészen a már említett személyes megosztásig számos platform létezik.A megosztás célja,hogy megfelelően használják fel az erőforrásokat (optimalizáció), mindezt úgy, hogy közben a termékek és szolgáltatások minősége és értéke folyamatosan nőjön. Ez a minőségi növekedési tendencia éppúgy jelen van az üzleti életben mint személyes terünkben.
A sharing economy a 2000-es évek közepén lépett útjára, lényege, hogy a felhasználók megosztják egymással kihasználatlan kapacitásaikat, legtöbbször saját oldalaikon, melynek legfőbb lényege a bizalom. Új üzleti struktúraként jelent, amely a kimerülő energiaforrások és a folyton növekvő népesség problémájára keresett megoldást. Ma az egyik legfelkapottabb gazdasági trend. Rengeteg iparágban használatos és sokan részt vesznek benne, például egyének, vállalatok, nonprofit szervezetek. A modellekben megtalálható a kölcsönzés, a cserekereskedelem, a bérbeadás, az ajándékozás, a csere illetve olyan közösségi birtoklási formák, mint amilyenek a termelőszövetkezeti struktúrák. "A rendszer alapgondolata szerint, ha egy gazdasági jószágról információt osztanak meg, akkor ezen jószág értéke mind a magánszemélyek, mind a vállalkozások, mind pedig a közösség számára nő." Egyre kevésbé van jelentősége a birtoklásnak és fontosabb lesz az elérés.Lényeges szempont továbbá a fenntartható fejlődés,továbbá a személyes interakció.A rendszer megosztás alapú gazdaság. A sharing economy térnyerésénél fontos, hogy csak az eszközhasználatért kell fizetni, és a felhasználónak nem kell vállalnia a fenntartás költségeit. Sikerességük másik oka a méretgazdaságosságukból fakadó jelentős költségelőny. Ugyanakkor a sharing economy cégek működése számos problémát és szabályozási igényt vet fel, például adózás és foglalkoztatás tekintetében szürke zónának számítanak.